# Lanze (Lauenburg)
Lanze ist eine Gemeinde im Kreis Herzogtum Lauenburg in Schleswig-Holstein.

## Geographie

### Geographische Lage
Das Gemeindegebiet von Lanze erstreckt sich im Westen der naturräumlichen Haupteinheit Südmecklenburgische Niederungen (auch südwestmecklenburgische Niederungen (Nr. 760)) westlich der Stecknitz (Delvenau). Im Nordwesten der Gemeinde erstreckt sich im Übergang zur Gemeinde Dalldorf der Lanzer See. Im Süden erstreckt sich die Gemarkung bis an den Elbstrom östlich von Lauenburg und umfasst Teile des Naturschutzgebietes Lauenburger Elbvorland. Weitere Grundstücke sind Teil des Naturschutzgebietes Stecknitz-Delvenau-Niederung.

### Gemeindegliederung
Siedlungsgeographisch lässt sich die Gemeinde gliedern in die beiden Wohnplätze der gleichnamigen Dorflage und die Wochenendsiedlung Lanze, Wochenendsiedlung.

### Nachbargemeinden
Unmittelbar angrenzende Gemeindegebiete von Lanze sind:
|                               | Dalldorf                                    |                      |
| Basedow, Buchhorst, Lauenburg | Kompassrose, die auf Nachbargemeinden zeigt | Schwanheide, Nostorf |
|                               | Hohnstorf                                   |                      |

## Geschichte
Das Dorf wurde im Ratzeburger Zehntregister von 1230 zum ersten Mal urkundlich erwähnt und ist ein ehemaliges Fischerdorf. Um 1500 hieß der Ort Landsatze. Am 17. April 1893 brannte das gesamte Dorf durch Brandstiftung nieder. Bis 1964 war das Land rund um Lanze auch häufig von Hochwassern betroffen; heutzutage entwässert ein Pumpwerk die südliche Feldmark.
Der letzte Lebensmittelladen wurde 1978 geschlossen, die einzige Gastwirtschaft (Restaurant zum Brauhaus) im Jahr 2006.

## Politik

### Gemeindevertretung
Bei der Kommunalwahl am 14. Mai 2023 wurden insgesamt neun Sitze vergeben. Von diesen erhielt die Aktive Arbeitsgemeinschaft Lanze sieben Sitze und die Wählergemeinschaft Lanze zwei Sitze.

## Infrastruktur
Der 1969 gegründete TTC Grün-Weiß Lanze hat 1985/86 in Eigenleistung eine Sporthalle errichtet.